# Comarca de la Baja Limia
La Comarca de la Baja Limia (Baixa Limia oficialmente y en gallego) está situada en el suroeste de la Provincia de Orense (España). Limita al oeste, al sur y al sureste con Portugal, al norte con la Comarca de Tierra de Celanova y al este con la Comarca de la Limia. Pertenecen a esta comarca los siguientes municipios: Bande, Entrimo, Lobera, Lovios y Muiños.